# Qingshuiping
Qingshuiping (kinesiska: 清水坪, 清水坪镇) är en köping i Kina. Den ligger i provinsen Hunan, i den södra delen av landet, omkring 370 kilometer väster om provinshuvudstaden Changsha. Antalet invånare är 21 700. Befolkningen består av 10 451 kvinnor och 11 249 män. Barn under 15 år utgör 20,0 %, vuxna 15-64 år 69 %, och äldre över 65 år 9,0 %.
Runt Qingshuiping är det ganska tätbefolkat, med 139 invånare per kvadratkilometer. Närmaste större samhälle är Liye, 2,0 km norr om Qingshuiping. I omgivningarna runt Qingshuiping växer huvudsakligen savannskog.
Genomsnittlig årsnederbörd är 1 705 millimeter. Den regnigaste månaden är maj, med i genomsnitt 293 mm nederbörd, och den torraste är december, med 26 mm nederbörd.